# Ключ 102
Ключ 102 (трад. и упр. 田) — ключ Канси со значением «поле»; один из 23, состоящих из пяти штрихов.
В словаре Канси есть 192 символов (из 49 030), которые можно найти c этим радикалом.

## История
Древняя идеограмма изображала участок земли (рисового поля), разделенный продольными и поперечными межами (ирригационными каналами).
Современный иероглиф используется в значениях: «поле, земля, надел, пахота, нива, земледелие, хлебопашество», «обрабатывать землю, возделывать».
Существует несколько вариантов иероглифов, которые могут иметь и другие значения. Все они, производные от этого ключа, в основном относятся к сельскохозяйственной сфере, такие как 亩 «единица площади», 男 «полевой рабочий» или 畜 «скот».
В китайской астрологии 申 представляет девятую Земную Ветвь и соответствует Обезьяне в китайском Зодиаке.
В древнекитайской циклической знаковой системе исчисления тяньган, 甲 представляет собой первый Небесный стебель.
В других иероглифах, таких как 钿 «монета», ключ имеет только фонетическое значение.
В некоторых случаях он присутствует вследствие ассимиляции аналогичного, но другого ключа, например, 胃 «желудок».
В качестве ключевого знака иероглиф используется редко.

Вид в Цзиньвэнь
Вид в Цзягувэнь
Вид в большой печати Чжуаньшу
Вид в малой печати Чжуаньшу

В словарях находится под номером 102.

## Примеры иероглифов
| Доп. штрихи | Иероглифы                                 |
| ----------- | ----------------------------------------- |
| 0           | 田 由 甲 申 甴 电                         |
| 1           | 甶                                        |
| 2           | 男 甸 甹 町 甼                            |
| 3           | 画 甽 甾 甿 畀 畁 畂 畃 畄 畅             |
| 4           | 畆 畇 畈 畉 畊 畋 界 畍 畎 畏 畐 畑 畒 畓 |
| 5           | 畔 畕 畖 畗 畘 留 畚 畛 畜 畝 畞 畟 畠    |
| 6           | 畡 畢 畣 畤 略 畦 畧 畨 畩 異             |
| 7           | 番 畫 畬 畭 畮 畯 畱 畲 畳 畴             |
| 8           | 畵 當 畷 畸 畹 畺                         |
| 9           | 畻 畼 畽                                  |
| 10          | 畾 畿                                     |
| 11          | 疀 疁 疂                                  |
| 12          | 疃 疄                                     |
| 13          | 疅                                        |
| 14          | 疆 疇                                     |
| 15          | 疈                                        |
| 17          | 疉 疊                                     |

- Примечание: Ваш браузер может отображать иероглифы неправильно.